# Tour d'Alíartos
La tour d'Alíartos (en grec moderne : Πύργος Αλιάρτου) ou tour de Moúlki est une tour de la fin du Moyen Âge située près d'Alíartos, en Béotie, en Grèce-Centrale. Elle se dresse sur un abrupt, à proximité de la route nationale moderne allant de Thèbes à Livadiá, et sur la rive sud de l'ancien lac Copaïs,,.
La tour est presque de forme carrée, mesurant 7,8 mètres sur 7,9 mètres à sa base,, avec une épaisseur de 1,65 mètre à sa base. La tour est conservée à une hauteur d'environ 15 mètres. Elle est construite en pierre de taille, le plus souvent non taillée mais en forme relativement régulière ; seules les pierres d'angle sont taillées, y compris quelques spolia anciennes provenant de l'acropole voisine de la cité antique d'Haliarte,. Les rangs de pierres diminuent en taille à mesure que la hauteur de la tour augmente.
La tour dispose de quatre étages. Au rez-de-chaussée se trouve une chambre d'environ 3,5 mètres de chaque côté, couverte par un arc en plein cintre. Les deux étages intermédiaires ont chacun huit fentes de fenêtres, deux sur chaque mur, tandis que l'étage supérieur était couvert par une voûte renforcée par un double arc, aujourd'hui effondré. Une ouverture existe à sa base, mais elle est de création moderne ; la porte d'origine semble avoir été située bien au-dessus du sol, au niveau du deuxième étage, sur la façade sud de la tour ; l'existence de boulins suggère qu'un escalier en bois y était fixé,.
Il existe un certain nombre de grottes au bord de l'escarpement sur lequel repose la tour, cependant il est inconnu si elles datent de l’époque médiévale, et peut-être liées à la tour, ou de date plus récente, le résultat de la combustion de la chaux.
La tour d'Alíartos est diversement considérée comme faisant partie d'un système de défense byzantin tardif le long du lac Copaïs et du Céphise béotique, mais il est plus probable qu'elle soit de construction franque.